# Grosse Tête (Louisiane)
Pour les articles homonymes, voir Grosse Tête.
Grosse Tête est un village situé dans la paroisse d'Iberville dans l'État américain de la Louisiane. 

## Géographie
La localité de Grosse Tête est située à une quinzaine de kilomètres à l'ouest de Baton Rouge. 
Selon le recensement de la population de l'an 2000, le nombre d'habitants s'élevait à 670 personnes.